# Lucas (Iowa)
Lucas é uma cidade localizada no estado americano de Iowa, no Condado de Lucas.

## Demografia
Segundo o censo americano de 2020, a sua população era de 172 habitantes.

## Geografia
De acordo com o United States Census Bureau tem uma área de
2,5 km², dos quais 2,5 km² cobertos por terra e 0,0 km² cobertos por água. Lucas localiza-se a aproximadamente 272 m acima do nível do mar.

## Localidades na vizinhança
O diagrama seguinte representa as localidades num raio de 20 km ao redor de Lucas.